# Skånska Operan
Skånska Operan är en fri teatergrupp med bas i Malmö. Den bildades 1993 av Christian Fürst Myrup, som också var dess konstnärlige ledare fram till sin död 1998.
Skånska Operans övergripande verksamhet består av sommarturnéer med operaföreställningar. Föreställningarna är ofta dramatiskt förtätade och musikaliskt nedskurna och arrangerade för att passa spelstilen, arenascen (publik på tre sidor och orkester på den fjärde), ingen kör, sjunger på svenska. Fokuseringen på handlingen och berättandet har gjort att Skånska Operans motto blivit Opera åt folket!. Skånska Operan vill ta operan som konstform ut från de stora salongerna och ut på i landet till folk som annars inte går och ser opera.
Föreställningarna ges på skånska slott. Premiären hålls enligt tradition på Bäckaskog slott och turnén fortsätter sedan till Krapperup, Jordberga, Borgeby slott, Hovdala, Torup, Jordberga gods och Kalmar slott. Tidigare har man även besökt platser som  Glimmingehus Christinehof och Trollenäs.
Konstnärlig ledare, översättare och regissör för Skånska Operan är Ola Hörling. Administrativ ledare och producent är Åsa Jensen.

## Tidigare föreställningar
- Fra Diavolo - 1993
- L'Enfant Prodigue - 1994
- Macbeth - 1995
- Kärlek på prov - 1996
- Trollflöjten - 1997
- Eugen Onegin - 1998
- Don Giovanni - 1998
- Stolthet och Fördom - 1999
- Figaros bröllop - 2000
- Barberaren i Sevilla - 2001
- Così fan tutte - 2002
- Trollflöjten - 2003
- Muntra fruarna i Windsor - 2004
- Don Giovanni - 2005
- Carmen - 2006
- La Bohème - 2007
- Figaros Bröllop - 2008
- Tosca - 2009
- Kärleksdrycken - 2010
- La Traviata - 2011
- Rigoletto - 2012
- Barberaren i Sevilla - 2013
- Cosi fan tutte - 2014
- Carmen - 2015
- Askungen - 2016
- Madame Butterfly - 2017
- La Bohème - 2018